# Ellwangen (Jagst)
Ellwangen (Jagst) – miasto w Niemczech, w kraju związkowym Badenia-Wirtembergia, w rejencji Stuttgart, w regionie Ostwürttemberg, w powiecie Ostalb, siedziba wspólnoty administracyjnej Ellwangen (Jagst). na przedpolu Jury Szwabskiej, ok. 12 km na północ od Aalen, przy drodze krajowej B290, autostradzie A7 i linii kolejowej (Ulm–Aschaffenburg).

## Zabytki
- bazylika św. Wita (St. Vitus)
- kościół ewangelicki (XVIII wiek)
- zamek
- barokowy kościół pielgrzymkowy

## Galeria

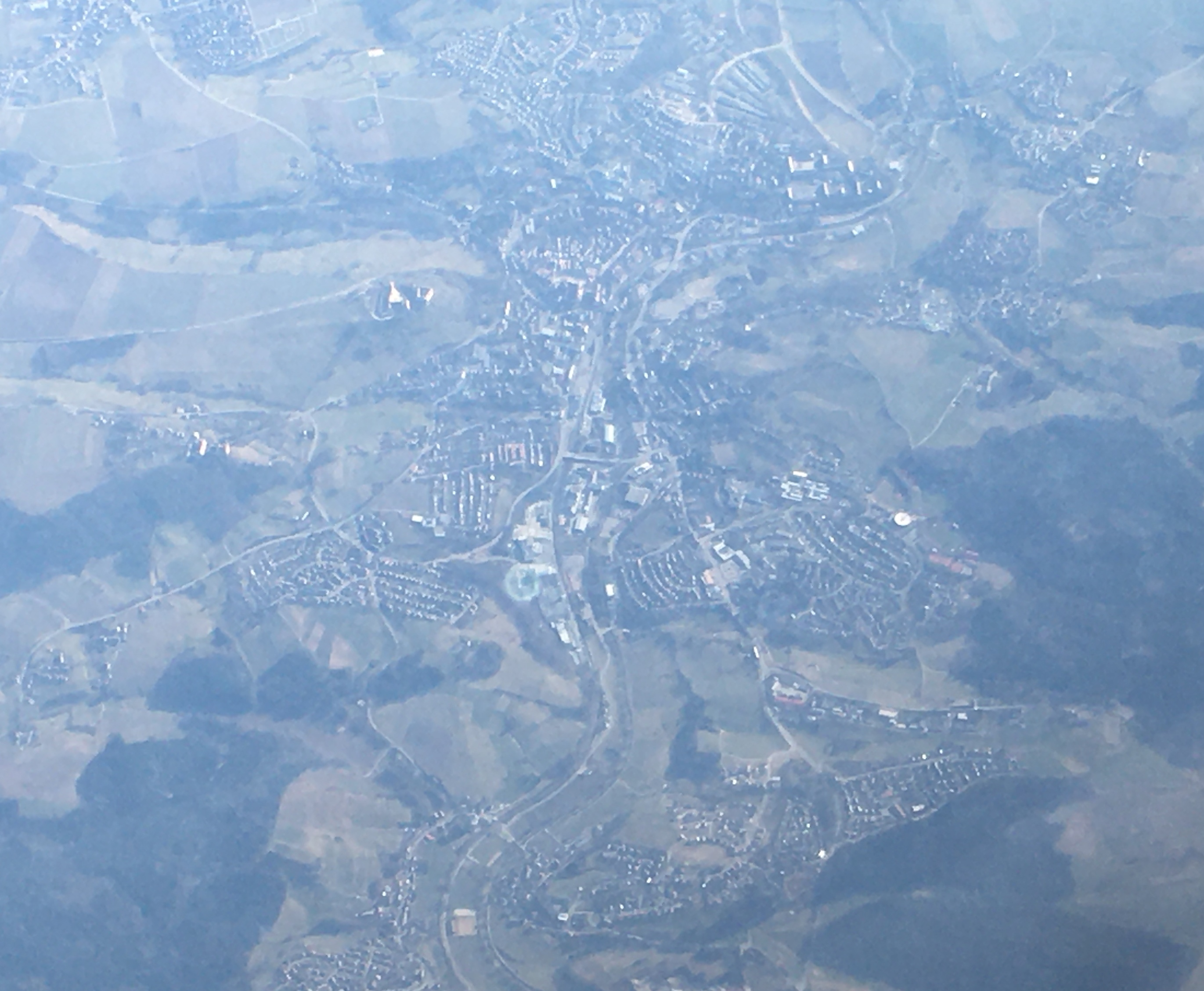
Ellwangen widziane z okna samolotu
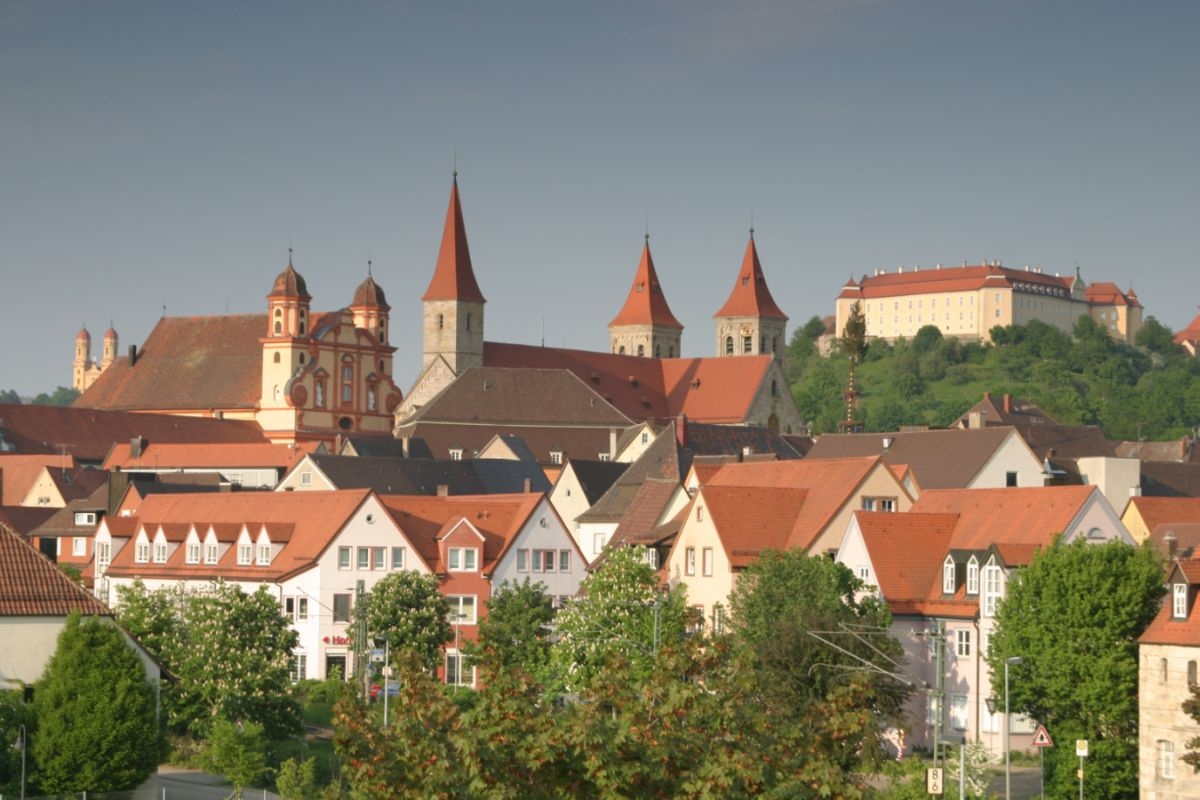
Panorama starego miasta
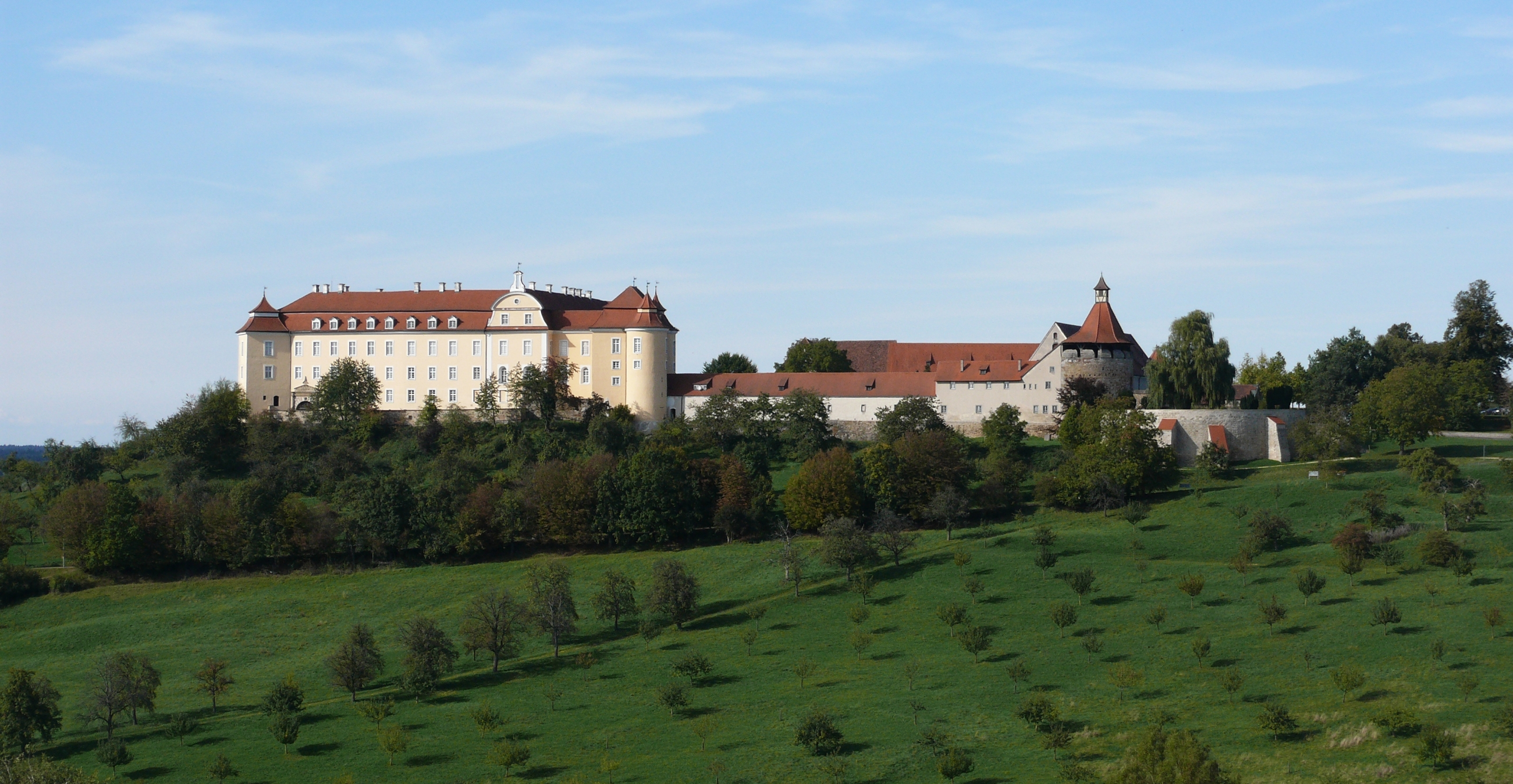
Zamek
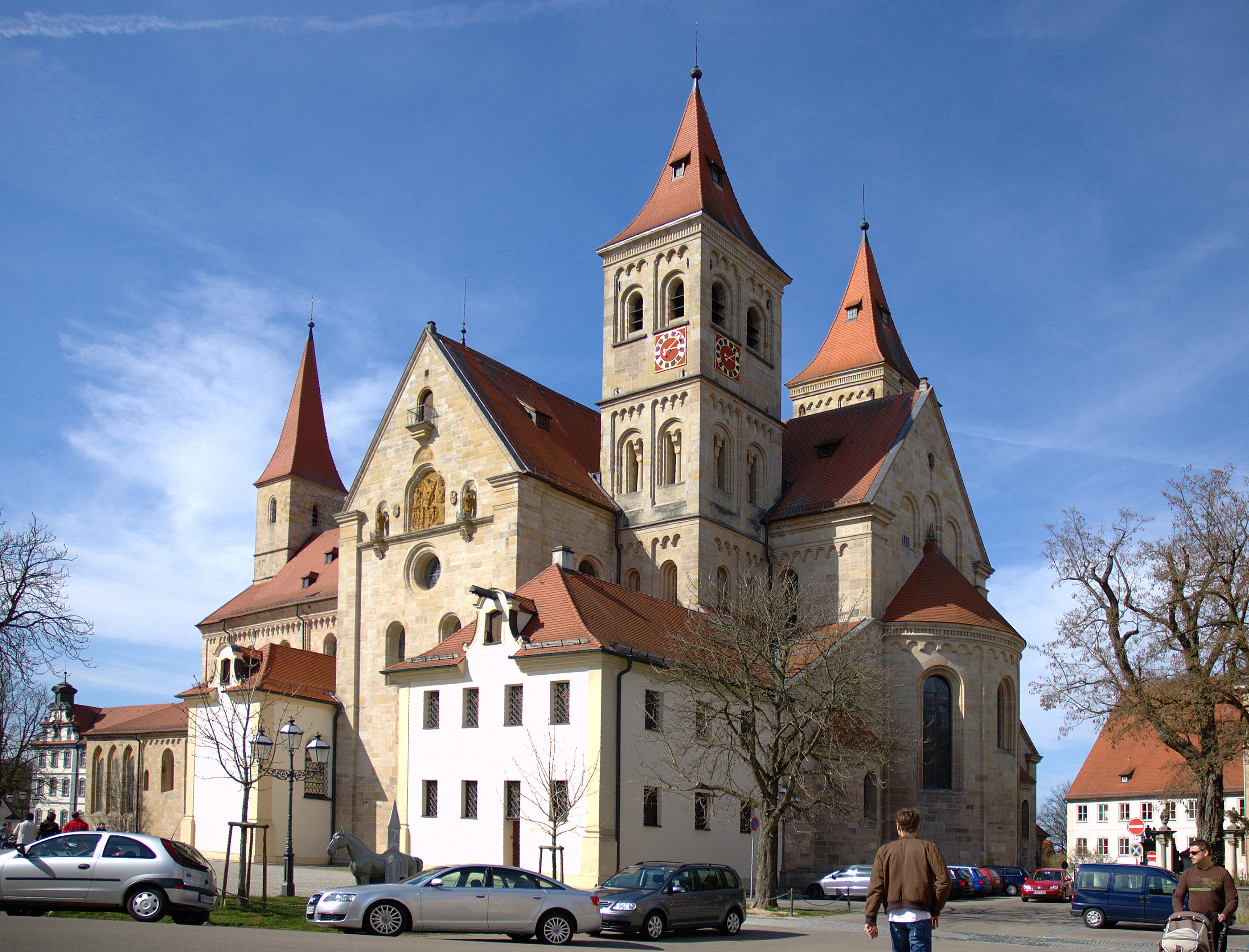
Kościół św. Wita (St. Vitus)
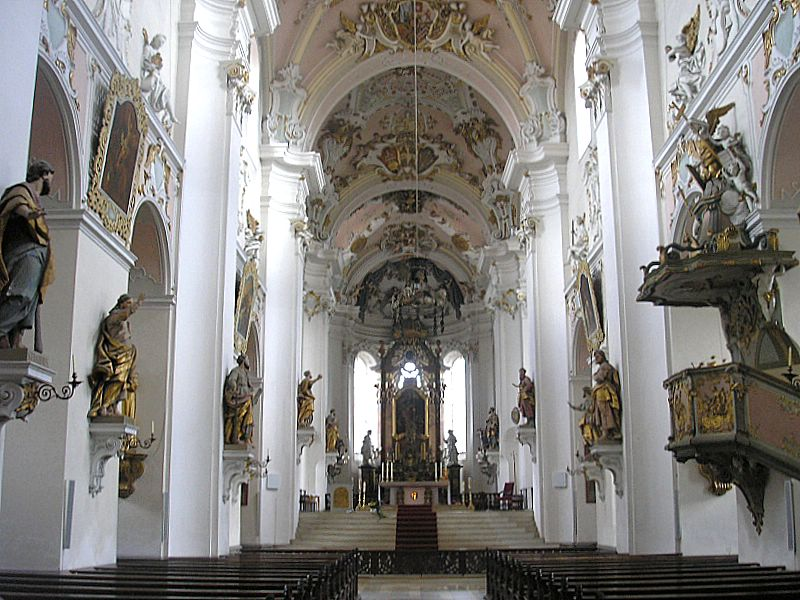
Kościół św. Wita (St. Vitus), wnętrze
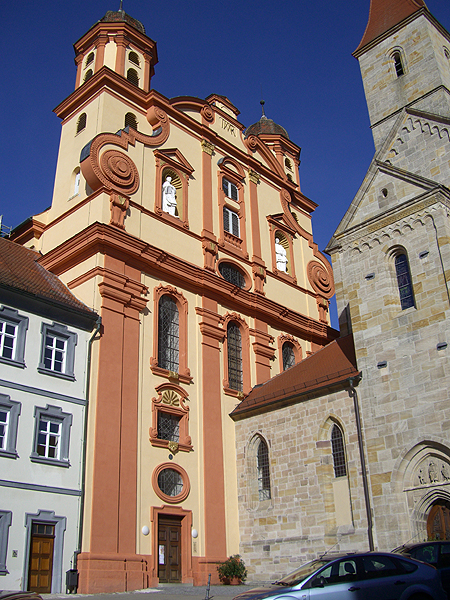
Kościół ewangelicki
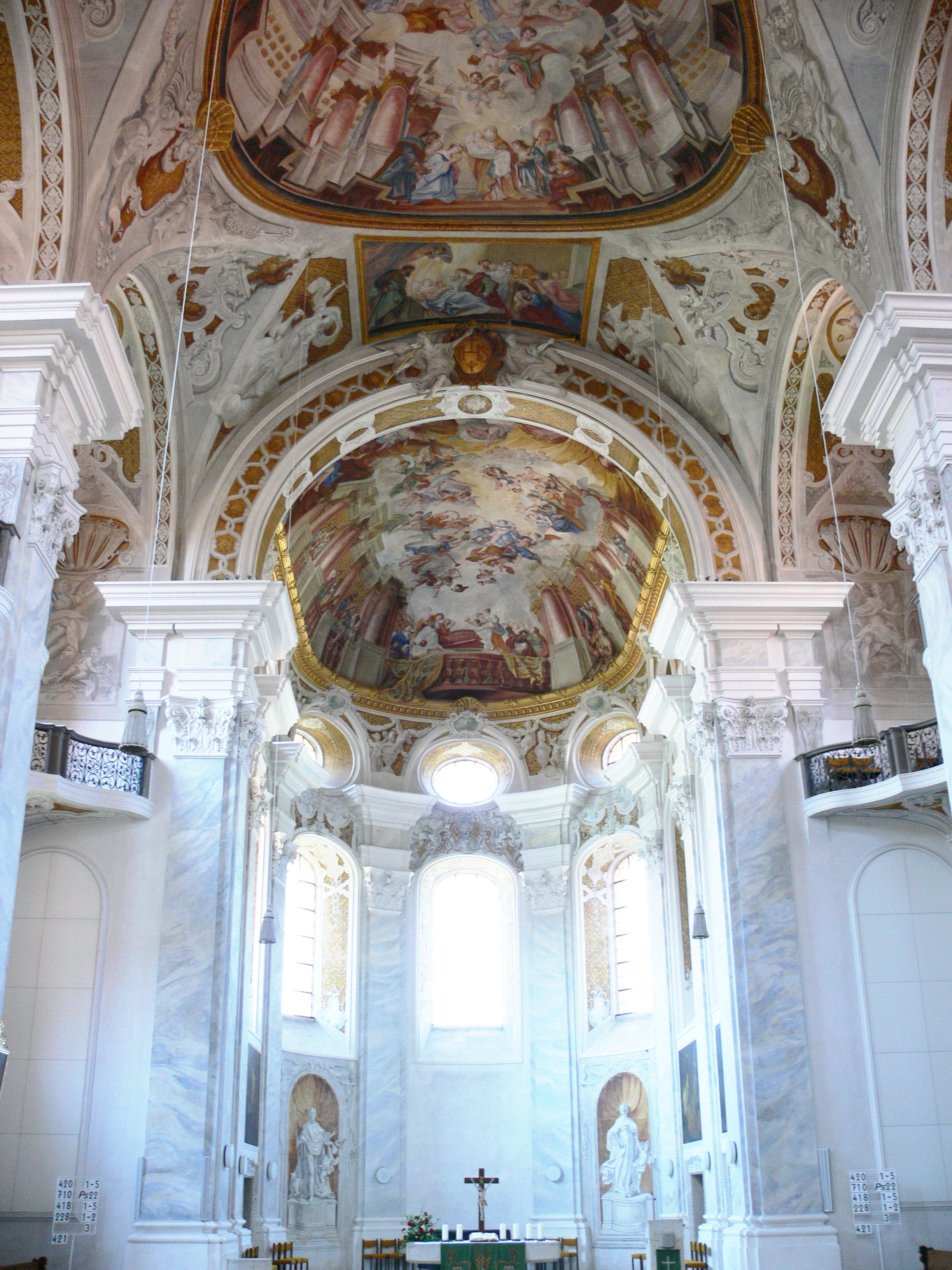
Kościół ewangelicki, wnętrze
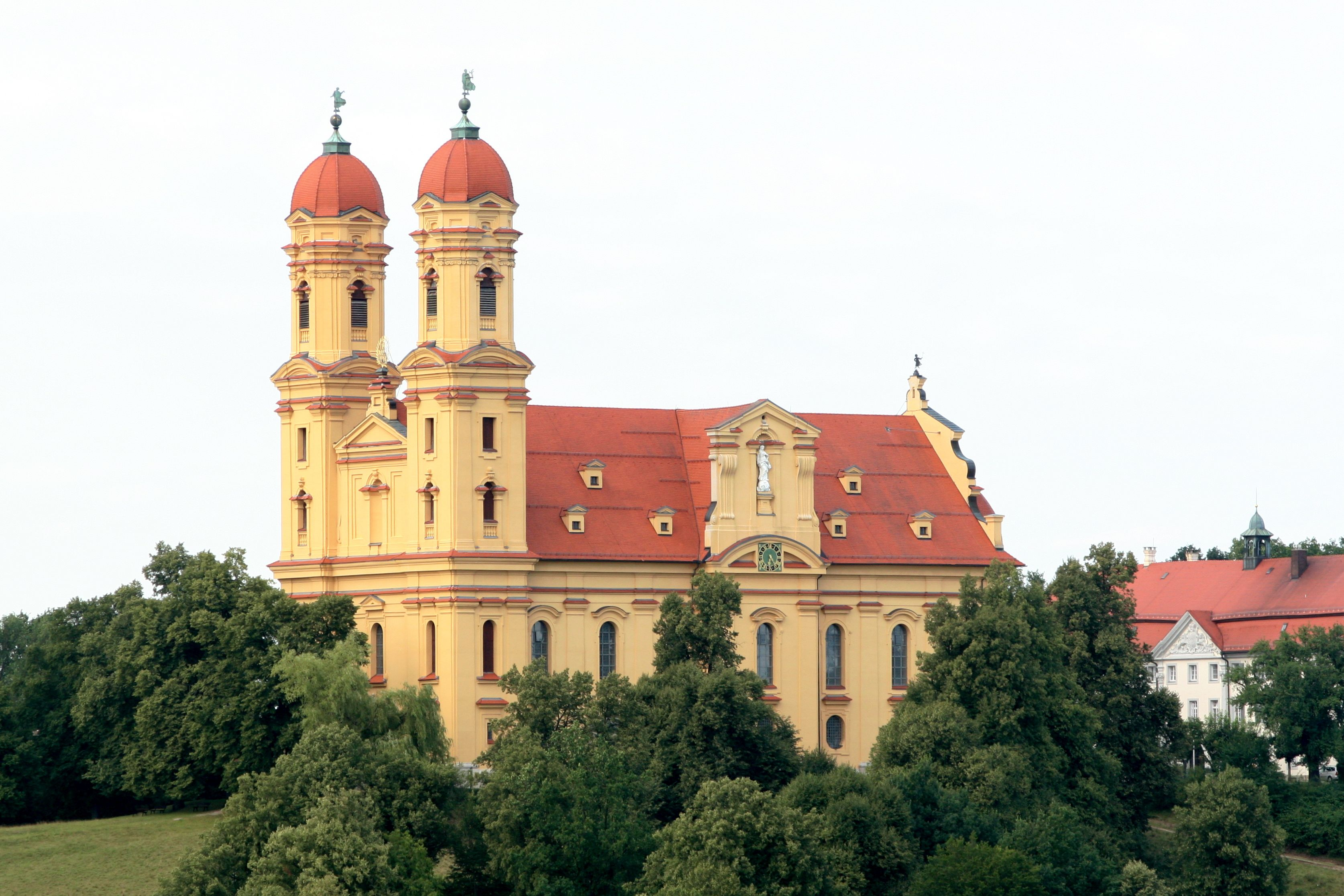
Kościół pielgrzymkowy
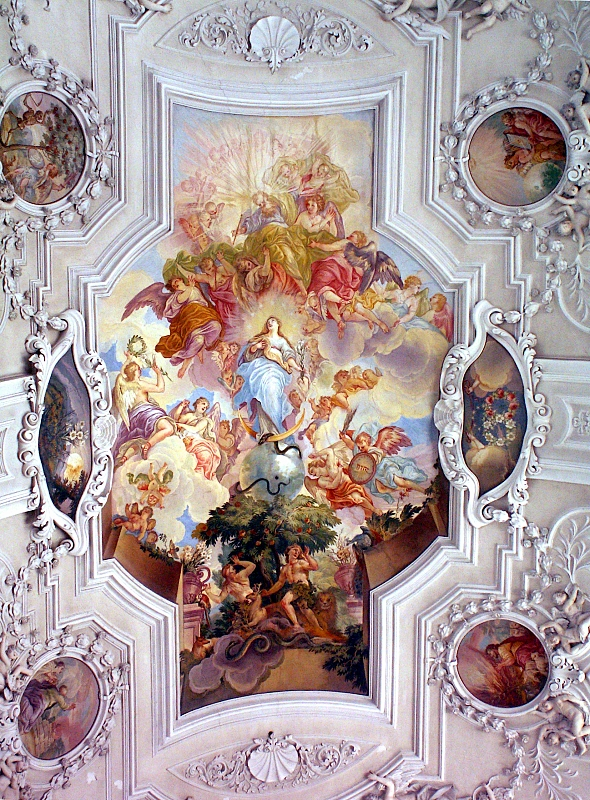
Kościół pielgrzymkowy, fragment sklepienia